# KR Foundation
KR Foundation er en international almennyttig klimafond, stiftet i 2014 af Villum Fonden og efterkommere af civilingeniør Villum Kann Rasmussen, der står bag Velux og VKR Holding.
KR Foundations formand er Connie Hedegaard, tidligere EU-kommissær for klima. Bestyrelsen består yderligere af Astrid Kann-Rasmussen, Anthony Leiserowitz fra Yale University, Johan Rockström fra Stockholm Universitet og Tim Jackson fra University of Surrey. 
KR Foundation blev i oktober til december 2014 omtalt som Kann Foundation, men blev i december stiftet med navnet KR Foundation.